# NGC 5267
NGC 5267 est une galaxie spirale située dans la constellation des Chiens de chasse. Sa vitesse par rapport au fond diffus cosmologique est de 6 117 ± 14 km/s, ce qui correspond à une distance de Hubble de 90,2 ± 6,3 Mpc (∼294 millions d'al). NGC 5267 a été découverte par l'astronome britannique John Herschel en 1827.
La classe de luminosité de NGC 5267 est II et elle présente une large raie HI. Selon la base de données Simbad, NGC 5267 est une galaxie LINER, c'est-à-dire une galaxie dont le noyau présente un spectre d'émission caractérisé par de larges raies d'atomes faiblement ionisés.
À ce jour, trois mesures non basées sur le décalage vers le rouge (redshift) donnent une distance de 52,967 ± 2,570 Mpc (∼173 millions d'al), ce qui est nettement à l'extérieur des valeurs de la distance de Hubble. Notons cependant que c'est avec la valeur moyenne des mesures indépendantes, lorsqu'elles existent, que la base de données NASA/IPAC calcule le diamètre d'une galaxie et qu'en conséquence le diamètre de NGC 5267 pourrait être d'environ 50,9 kpc (∼166 000 al) si on utilisait la distance de Hubble pour le calculer.